# Stadion Żas Kyran
Żas Kyran (kaz. Жас Қыран) – stadion piłkarski w Kazachstanie, w Ałmaty, w rejonie Ałmały. Swoje mecze rozgrywają na nim drużyny AKAS Ałmaty oraz Żas Kyran. Obiekt może pomieścić 800  widzów. Stadion został otwarty w 2019 roku i posiada sztuczną trawę.